# Pucher (Waldmünchen)
Pucher ist ein Ortsteil der Stadt Waldmünchen im Landkreis Cham des Regierungsbezirks Oberpfalz im Freistaat Bayern.

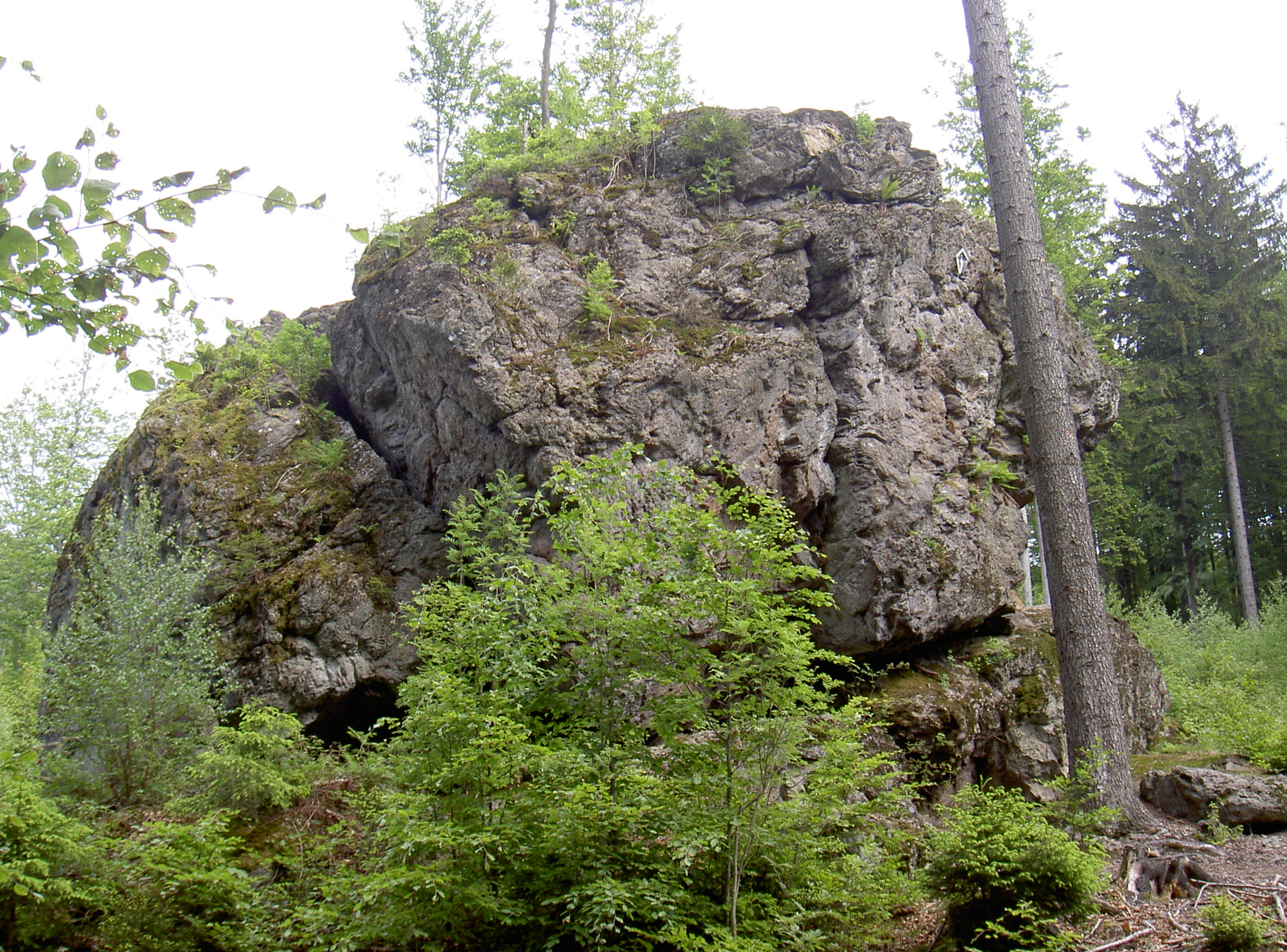
Naturdenkmal Einsiedlerfels bei Pucher

## Geografie
Pucher liegt 6 Kilometer südöstlich von Waldmünchen und 1 Kilometer südwestlich der tschechischen Grenze.
Nordöstlich von Pucher erhebt sich der 865 Meter hohe Knockhügel, östlich der 917 Meter hohe Pfennigfelsen, südöstlich der 938 Meter hohe Kreuzfelsen, der 934 Meter hohe Gibacht und der 910 Meter hohe Tannenriegel. Dieser Gebirgszug schließt das Tal des Ulrichsgrüner Baches in einem großen Bogen nach Osten und Südosten ab. An den West- und Nordwesthängen dieser hohen Berge entspringen zahlreiche Bäche, die das ausgedehnte Quellgebiet des Ulrichsgrüner Baches bilden.
Pucher liegt an der Gebirgsstraße, die Waldmünchen mit Furth im Wald verbindet. Sie führt mitten durch das Gebirge und erreicht bei dem Pass zwischen dem 902 Meter hohen Reiseck im Norden und dem 828 Meter hohen Dachsriegel im Süden eine Höhe von 800 Metern. Zwischen Ulrichsgrün und Unterhütte verläuft auf der Nordostseite dieser Straße eine kleine Parallelstraße noch weiter oben am Hang. An dieser kleinen Straße liegen neben verstreuten Häusern, die noch zu Ulrichsgrün gehören, die Gemeindeteile Lenkenhütte und Posthof.

## Geschichte
1708 war Pucher (auch: Bucher, Pücher) Teil des Landsassengutes Herzogau. Das Landsassengut Herzogau bestand 1708 aus Herzogau, Althütte, dem alten Pucher mit dem Pucherhäusl und 100 Tagwerk Wald in Schirlmoos und Ochsenweid. Von 1704 bis 1728 hatte Johann Georg Franz von Wildenau die Landsassenfreiheit und Niedergerichtsbarkeit für das Landsassengut Herzogau.
Johann Georg Franz von Wildenau war verheiratet mit Maria Salome Werner. Maria Salome Werner war Witwe von Johann Werner und Tochter des Hammermeisters Stephan Voith zu Vorderlangau, welcher Stammvater der Familie Voith von Voithenberg war.
1714 erlosch die kaiserliche Konzession der Landsassenfreiheit für Herzogau. 1721 erhielt Johann Georg Franz von Wildenau die kurfürstlich-bayerische Bestätigung der Landsassenfreiheit für Herzogau. Damit erhielt Herzogau einen Sonderstatus, der nicht mehr rückgängig gemacht werden konnte, obwohl dies von Seiten der Stadt und des Pflegamtes Waldmünchen und der Rentkammer Amberg mehrfach versucht wurde.
Nach dem Tod von Johann Georg Franz von Wildenau im Jahr 1728 kam das Landsassengut Herzogau an Johann Zacharias Voith von Voithenberg. Johann Zacharias Voith von Voithenberg war der Bruder von Maria Salome Werner und Sohn des Hammermeisters Stephan Voith zu Vorderlangau. Johann Zacharias Voith von Voithenberg folgte dessen Sohn Joseph Ferdinand Voith von Voithenberg als Inhaber von Herzogau für die Jahre 1751 bis 1797.
Die Umgebung von Pucher war Gegenstand häufiger Grenzstreitigkeiten zwischen der Kurpfalz und Böhmen. 1550 wurde zwischen König Ferdinand von Böhmen und Kurfürst Friedrich von der Pfalz der Tauser Vertrag über den Grenzverlauf in dieser Gegend geschlossen. Allerdings wurde er nicht umgesetzt und es folgten weitere Streitigkeiten. Verhandlungen in den 1560er Jahren und Grenzbegehungen 1628 und 1664 führten zu keinem Erfolg.
Dann brach 1701 der Spanische Erbfolgekrieg aus. Es kam zur Bayerischen Diversion im Spanischen Erbfolgekrieg. Kurfürst Maximilian II. Emanuel von Bayern scherte aus dem Heiligen Römischen Reich aus und kämpfte für ein bayerisches Königreich gegen den Kaiser und König von Böhmen Leopold I. In der Zweiten Schlacht bei Höchstädt 1704 wurde er besiegt und aus Deutschland vertrieben. Die Oberpfalz wurde von 1705 bis 1715 durch kaiserliche Truppen besetzt. Kaiser und König von Böhmen war seit 1705 Joseph I. aus dem Hause Habsburg.
Nun kam es zu neuen Grenzbegehungen und Grenzuntersuchungen 1706, die zum Grenzvergleich 1707 führten. Dieser fiel sehr zugunsten der böhmischen Sieger des Krieges aus. Dabei kam Pucher zu Böhmen. Außerdem kamen die Hofmark Grafenried, die Orte Kleeberg, Kleinsteinlohe, Großsteinlohe, Althütte, Unterhütte, Posthof, Höll, Arnstein, Kramberg, Wagenhof, Schmalzgruben (= Nemaničky) und Haselbach zu Böhmen. 1708 wurden die betroffenen Untertanen nach Böhmen verpflichtet.
1759 fanden neue Grenzverhandlungen 1763 in Prag statt, die 1764 von Maria Theresia von Österreich ratifiziert wurden.
1766 fand in Prag ein Kongress statt, auf dem der Grenzverlauf endgültig festgelegt wurde, der seitdem Bestand hat. Dabei kam Pucher zurück zur Oberpfalz zum Pflegamt Waldmünchen. Ebenfalls zum Pflegamt Waldmünchen kamen Kleeberg, Kleinsteinlohe, Großsteinlohe, Alte und Neue Glashütte, Untere Hütte, Posthof, Höll, Wagenhof, Arnstein und Kramberg. In Böhmen blieben die ganze Hofmark Obergrafenried, Anger, Seeg, Hüthen (Neubauhütten = Novosedelské Hutě, Friedrichshütten = Nová Huť, Althütten = Stará Huť), Schmalzgruben und Haselbach.
Joseph Ferdinand Voith konnte in der Zeit, in der Herzogau zu Böhmen gehörte, seinen Besitz erweitern. Der alte Pucher wurde durch den neuen Pucher ersetzt, eine neue Hütte, die Unterhütte, wurde gegründet und es kamen eine Säge, eine Mühle und einige Häusln hinzu. Das Landsassengut Herzogau wurde nun Hofmark Herzogau genannt. Die weiteren Inhaber waren Zacharias II. von Voithenberg (1797–1821) und danach dessen Sohn Nepomuk von Voithenberg (1821–1848).
1764 fiel Pucher an das Pflegamt Waldmünchen. 1792 hatte Pucher 3 Anwesen und gehörte zur Hofmark Herzogau.
Pucher gehörte 1815 zum Ortsgericht Herzogau. Zu Beginn des 19. Jahrhunderts wurden die Sonderrechte des Adels eingeschränkt und neu geordnet. Dies betraf auch die Gerichtsbarkeit. Eine gänzliche Beseitigung der adligen Gerichtsbarkeit war in Bayern zu diesem Zeitpunkt noch nicht durchsetzbar. Ab 1808 war es für Adlige möglich in zusammenhängenden Bezirken mit mindestens 50 Familien Ortsgerichte zu bilden. In diesem Zusammenhang bildete Zacharias Freiherr von Voithenberg 1815 das Ortsgericht Herzogau mit den Orten Herzogau, Oberhütte, Pucher, Unterhütte, Voithenbergöd, Lengau, Sonnhof und Posthof. Dieses Ortsgericht hatte 102 Familien. Aus diesem Ortsgericht wollte er ein Patrimonialgericht I. Klasse und etwas später ein Patrimonialgericht II. Klasse bilden. Diese Bemühungen führten zu langwierigen juristischen Auseinandersetzungen, Beschwerden und Prozessen mit dem Innenministerium der Regierung des Regenkreises, die schließlich 1848 mit der Aufhebung der Patrimonialgerichtsbarkeit ein Ende fanden.
1808 wurde die Verordnung über das allgemeine Steuerprovisorium erlassen. Mit ihr wurde das Steuerwesen in Bayern neu geordnet und es wurden Steuerdistrikte gebildet. Dabei kam Pucher zum Steuerdistrikt Herzogau. Der Steuerdistrikt Herzogau bestand aus den Dörfern Herzogau, Pucher, Oberhütte, Ulrichsgrün, Unterhütte, Voithenbergöd, den Weilern Lengau und Posthof und der Einöde Sonnhof.
1820 wurden im Landgericht Waldmünchen Ruralgemeinden gebildet. Dabei kam Pucher zur patrimonialgerichtlichen Ruralgemeinde Herzogau. Zur Ruralgemeinde Herzogau gehörten Herzogau mit 34 Familien, Oberhütte mit 12 Familien, Unterhütte mit 10 Familien und Pucher mit 8 Familien. 
1830 wurde Voithenbergöd (= Voithenberghütte und Voithenberg) der Gemeinde Herzogau zugeordnet.
1972 wurde der Landkreis Waldmünchen aufgelöst. Dabei kam Voithenbergöd zur Stadt Furth im Wald. Herzogau und die anderen Gemeindeteile der ehemaligen Gemeinde Herzogau kamen zur Stadt Waldmünchen.
Pucher gehört zum Kuratbenefizium Herzogau der Pfarrei Waldmünchen. 1997 hatte Pucher 14 Katholiken.

## Einwohnerentwicklung ab 1820
| Jahr | Einwohner  | Gebäude |
| ---- | ---------- | ------- |
| 1820 | 8 Familien | k. A.   |
| 1838 | 88         | 8       |
| 1861 | 86         | 15      |
| 1871 | 72         | 23      |
| 1885 | 58         | 8       |
| 1900 | 49         | 8       |
| 1913 | 58         | 10      |

| Jahr | Einwohner | Gebäude |
| ---- | --------- | ------- |
| 1925 | 45        | 8       |
| 1950 | 49        | 9       |
| 1961 | 38        | 10      |
| 1970 | 33        | k. A.   |
| 1987 | 16        | 9       |
| 2011 | 20        | k. A.   |

## Tourismus und Sehenswürdigkeiten
100 Meter südlich des südlichen Ortsrandes von Pucher führt in Richtung Osten ein bequemer Spaziergweg zum Einsiedlerfels. Der Weg führt sanft ansteigend in einem Bogen Richtung Nordosten und erreicht nach 300 Metern das Naturdenkmal (ND-02701) und Geotop (372R030) Einsiedlerfels, der südöstlich eines geschotterten Wirtschaftsweges im Waldgebiet zwischen den Ortschaften Pucher und Althütte platziert ist. Es handelt sich um einen einzeln stehenden Felsblock aus intensiv verfaltetem Gneis.